# Kraton Ngayogyakarta Hadiningrat

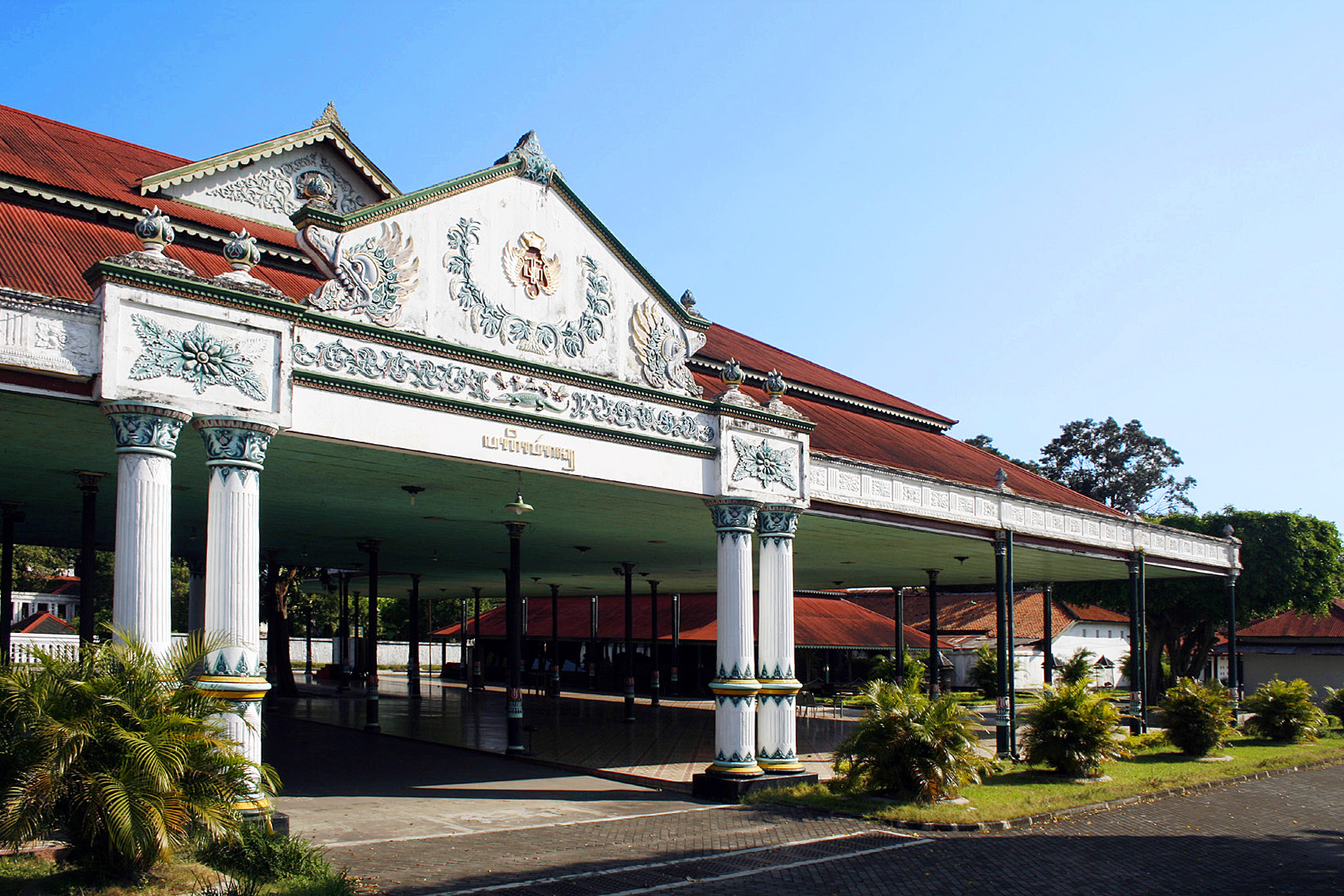
Entrée du palais.

Le Kraton Ngayogyakarta Hadiningrat (en indonésien, Keraton Ngayogyakarta Hadiningra ; en javanais, ꦏꦿꦠꦺꦴꦤ꧀ꦔꦪꦺꦴꦒꦾꦏꦂꦠꦲꦢꦶꦤꦶꦔꦿꦠ꧀) est un kraton, palais royal, situé à Yogyakarta en Indonésie.
Il est le siège du sultan de Yogyakarta.
Le 18 septembre 2023, il est inscrit au patrimoine mondial lors de la 45ème session du Comité du patrimoine mondial qui s'est tenue à Riyad, sous un ensemble plus vaste appelé « L’axe cosmologique de Yogyakarta et ses monuments historiques emblématiques ».